# Ulanowice
Ulanowice est une localité polonaise de la gmina d’Otmuchów située dans le powiat de Nysa en voïvodie d'Opole.

## Histoire
De 1742 à 1945, Ullersdorf fait partie de l'arrondissement de Grottkau dans le district d'Oppeln au sein de la province de Silésie.